# Jiří Lerch
Jiří Lerch (* 17. Oktober 1971 in České Budějovice) ist ein ehemaliger tschechischer Fußballspieler und heutiger Trainer.

## Als Spieler
Jiří Lerch begann im Alter von sechs Jahren bei Dynamo České Budějovice mit dem Fußballspielen. Schon als Juniorenspieler hatte er Kontakt zu Slavia Prag, zu der er 1992 wechseln sollte. Zunächst schloss sich Lerch 1990 jedoch Dukla Prag an, um seinen Wehrdienst zu absolvieren. Bereits im Alter von 17 Jahren hatte er für den damaligen Zweitligisten Dynamo České Budějovice im Herrenbereich debütiert. Für die Spielzeit 1991/92 kehrte er noch einmal zu Dynamo zurück, das als Aufsteiger knapp den Klassenerhalt schaffte. Lerch, der zu diesem Zeitpunkt noch im Mittelfeld spielte, bestritt 27 Spiele und schoss vier Tore für České Budějovice. In dieser Saison spielte auch sein Bruder Zbyněk für Dynamo. Außerdem kam Lerch gegen Ende der Spielzeit auch erstmals für die Tschechoslowakische U-21-Aswahl zum Einsatz.
1992 wechselte Lerch, nachdem er dort schon einen Vorvertrag unterzeichnet hatte, zu Slavia Prag, wo er bis zu seinem Karriereende 2002 blieb. Mit Slavia wurde Lerch 1996 Tschechischer Meister und schaffte es bis in das Halbfinale des UEFA-Pokals. 1997 und 1999 feierte er mit der Mannschaft den Gewinn des Tschechischen Pokals. Bei Slavia wurde aus dem Mittelfeldakteur ein Abwehrspieler, der nahezu auf jeder Defensivposition eingesetzt werden konnte.
Sein Debüt in der A-Nationalmannschaft erlebte Lerch am 8. Mai 1995 in Bratislava, die tschechische Mannschaft spielte gegen die slowakische Elf 1:1 unentschieden. In den Kader wurde er anschließend öfter berufen und machte sich Hoffnungen auf eine Teilnahme an der Europameisterschaft 1996 in England. Es sollte nicht reichen für Lerch, der seinen zweiten Einsatz beim eher unbedeutenden König Hassan II.-Pokal in Casablanca am 11. Dezember 1996 hatte. 41 Minuten spielte er in der Begegnung, die die tschechische Mannschaft gegen Nigeria mit 2:1 gewann. Rund zwei Monate später, am 26. Februar 1997 bestritt Lerch sein drittes und letztes Länderspiel. In der zweiten Halbzeit der Begegnung mit Belarus kam er für Radoslav Látal auf das Feld.
1998 hatte er die Möglichkeit, zum FC Tirol Innsbruck zu wechseln, dessen Trainer zu diesem Zeitpunkt der Meistertrainer Slavia Prags, František Cipro, war. Alles war abgesprochen, doch im letzten Moment verlangte Slavia eine weitaus höhere Ablösesumme, als ursprünglich vereinbart worden war, woraufhin Tirol Innsbruck Abstand von dem Transfer nahm. Ab der Saison 2000/01 plagten Jiří Lerch große Probleme mit seiner Achillessehne, er bestritt nur noch neun Ligaspiele. Er versuchte in der folgenden Saison noch einmal heranzukommen, doch die Verletzung war zu groß. Im Winter 2001/02 beendete er seine Profilaufbahn. Anschließend betrieb Lerch in Psáry unweit von Prag eine Gaststätte und spielte noch bis 2011 für Rapid Psáry in den unteren Ligen.

### Erfolge
- Tschechischer Meister: 1996
- Tschechischer Pokalsieger: 1997, 1999

## Als Trainer
Nachdem Lerch von 2006 bis 2014 die Reservemannschaft, die U-17 sowie das Farmteam (SK Strakonice 1908) von Dynamo České Budějovice trainierte, war er von 2016 bis 2023 Co-Trainer des Erstligisten. Nachdem er schon zweimal interimsmäßig die 1. Mannschaft betreute, wurde er Anfang 2024 sowie zu Beginn des Jahres 2025 nochmal für jeweils sechs Monate Cheftrainer der Vereins.